# La Croisière du Navigator
Pour plus de détails, voir Fiche technique et Distribution.
La Croisière du Navigator (The Navigator) est un film muet américain réalisé par Buster Keaton et Donald Crisp sorti en 1924. C'est le plus gros succès commercial de Buster Keaton.

## Synopsis
« Our story deals with one of those queer tricks that Fate sometimes plays »

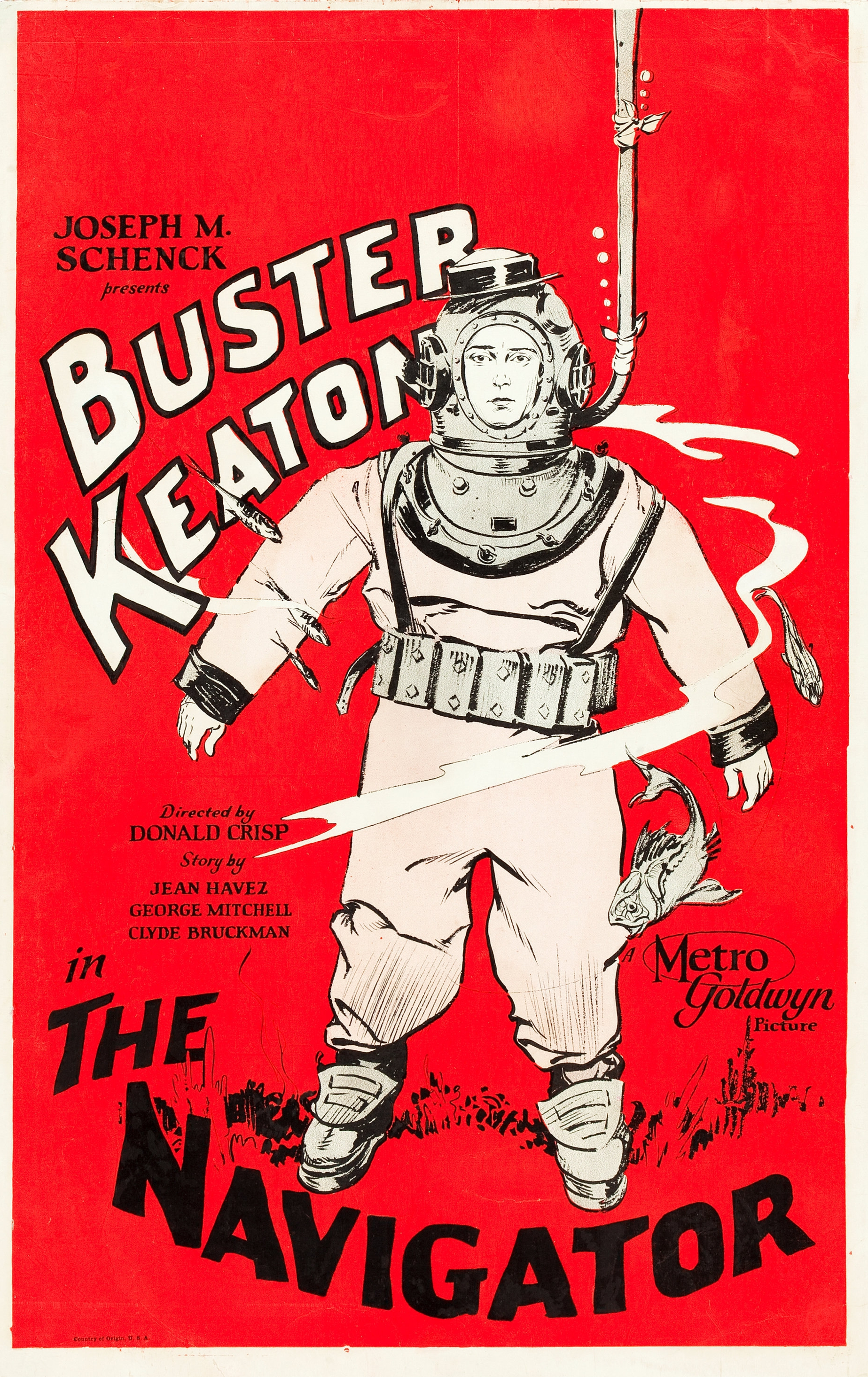
Affiche du film, avec Buster Keaton en scaphandrier.

Rollo Treadway est un jeune milliardaire oisif, insouciant et paresseux, qui n'a jamais eu à travailler. À la suite d'un étrange concours de circonstances, il est abandonné sur le navire croisière à la dérive sur l'océan Pacifique, le Navigator, en compagnie de Patsy, la fille qu'il voudrait épouser.
Nos deux jeunes gens parviendront-ils à survivre, seuls sur un bateau et sans l'aide de domestiques ?

## Fiche technique
- Titre : La Croisière du Navigator
- Titre original : The Navigator
- Réalisation : Buster Keaton et Donald Crisp
- Scénario : Clyde Bruckman, Jean C. Havez et Joseph A. Mitchell
- Photographie : Elgin Lessley et Byron Houck
- Direction technique : Fred Gabourie
- Producteur : Joseph M. Schenck
- Société de production : Buster Keaton Comedies
- Distribution : Metro-Goldwyn-Mayer
- Pays de production : américain
- Format : noir et blanc - 1,37:1 - Format 35 mm
- Langue : film muet intertitres anglais
- Genre : comédie et action
- Durée : six bobines (1 h 09)
- Dates de sortie :
  - États-Unis : 13 octobre 1924
  - France : 17 septembre 1925

## Distribution
- Buster Keaton : Rollo Treadway
- Kathryn McGuire : Patsy O'Brien
- Frederick Vroom : M. O'Brien, le père de Patsy
- Noble Johnson : le chef des cannibales
- Clarence Burton : l'espion du prologue et un cannibale
- H. M. Clugston : l'espion du prologue et un cannibale

## Sortie vidéo
Le film ressort en combo DVD/Blu-ray chez Elephant Films le 31 mars 2020, avec en complément des bandes annonces, de notes sur la restauration du film et des analyses du critique Nachiketas Wignesan.

## Autour du film

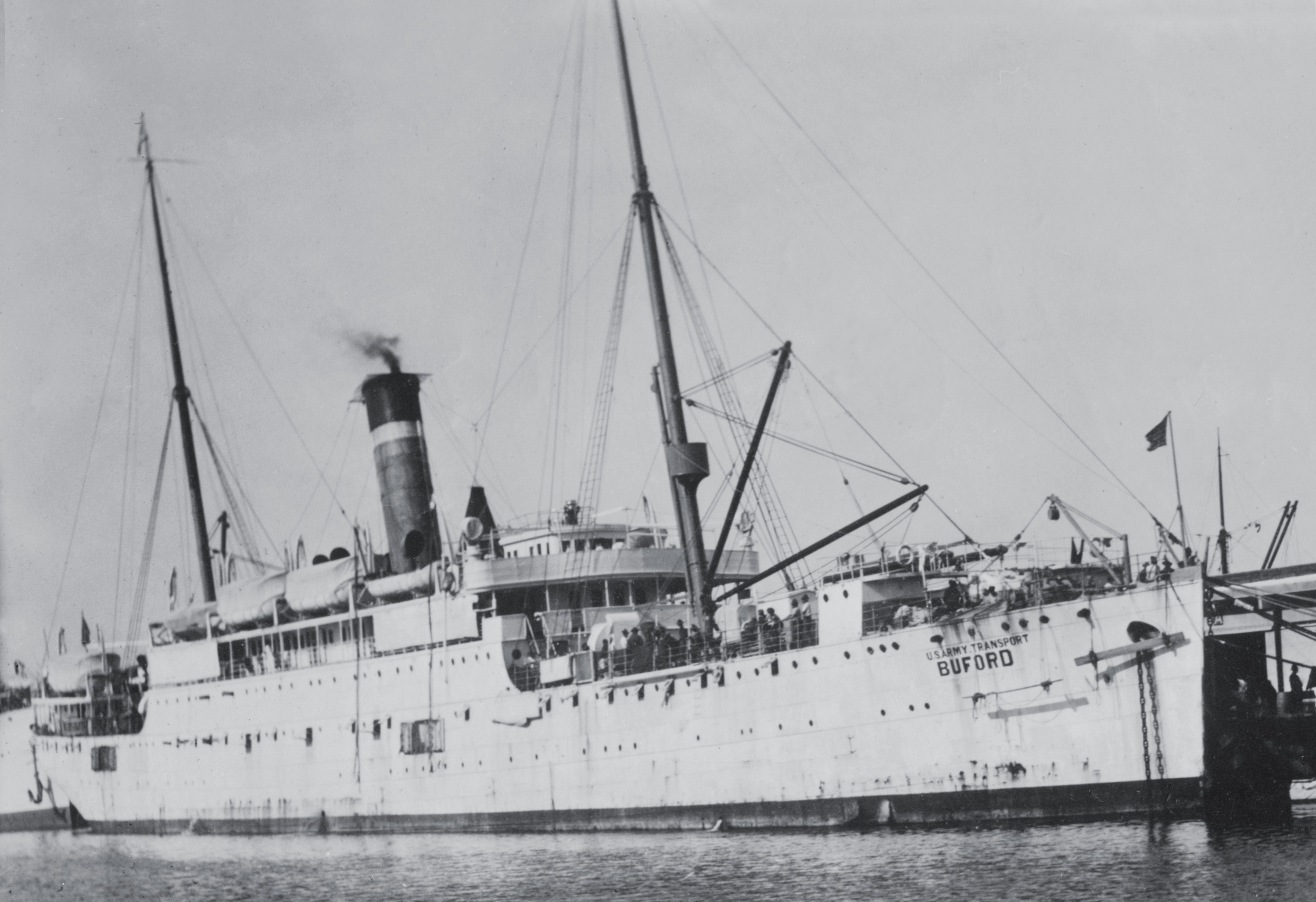
Le Buford en 1915.

Le navire qui apparait dans le film a un passé sombre. Alors qu'il se nomme le Buford, il sert pour l’expulsion de 250 résidents étrangers en direction de la Finlande, lors de la première période anticommuniste américaine en 1919, appelée « la peur rouge ». Les activistes Alexander Berkman et Emma Goldman font partie de cette longue traversée. Buster Keaton, apprenant qu'il allait prochainement être détruit et qu'il pouvait être loué, s'en sert pour son film. 
En 2023, s'appuyant sur les mémoires de Berkman et Goldman, un film documentaire de Noah Teichner intitulé Navigators retrace en parallèle l'histoire du Buford et du Navigator.